# De poort van de zielen
De poort van de zielen is het 21ste stripalbum uit de Yoko Tsuno-reeks van Roger Leloup. De strip werd voor het eerst uitgegeven bij Dupuis in 1996. 